# Adolfo Ruiz Cortines, San Andrés Tuxtla
Adolfo Ruiz Cortines är en ort i Mexiko.   Den ligger i kommunen San Andrés Tuxtla och delstaten Veracruz, i den sydöstra delen av landet, 400 km öster om huvudstaden Mexico City. Adolfo Ruiz Cortines ligger 1 060 meter över havet och antalet invånare är 257.
Terrängen runt Adolfo Ruiz Cortines är huvudsakligen lite bergig. Adolfo Ruiz Cortines ligger uppe på en höjd. Runt Adolfo Ruiz Cortines är det ganska tätbefolkat, med 83 invånare per kvadratkilometer. Närmaste större samhälle är San Andres Tuxtla, 12,1 km sydväst om Adolfo Ruiz Cortines. Omgivningarna runt Adolfo Ruiz Cortines är en mosaik av jordbruksmark och naturlig växtlighet.